# Snake Rattle ’n’ Roll
Не путать с Shake, Rattle and Roll

Скриншот из игры.

Snake Rattle 'n' Roll — видеоигра, разработанная компанией Rare и изначально выпущенная Nintendo для игровой консоли Nintendo Entertainment System в 1990 году на территории Северной Америки и в 1991 году в Европе. Игра стала одним из первых платформеров, использовавших псевдотрёхмерное изометрическое игровое поле. Подобный интерфейс Rare использовала в своей более ранней игре Knight Lore, выпущенной в 1984 году для ZX Spectrum.
Несмотря на свою инновационность, игра продавалась относительно плохо и была малопривлекательна для игроков. Причиной тому, вероятно, послужили высокая сложность игры и трудность в управлении, а также неудачный маркетинг.

## Игровой процесс
Главные персонажи игры — две змейки Rattle (красная) и Roll (синяя). Цель игры — съесть по возможности большее количество круглых существ красного, синего и неопределённого цвета, известных как Ниббли Пиббли (Nibbley Pibbleys), набрать вес, необходимый для того чтобы активировать весовой замо́к и перейти на следующий уровень (на некоторых уровнях нет замка́, но дверь открывается только когда игрок съест необходимое количество Ниббли Пиббли). По мере поедания Ниббли Пиббли змейки увеличиваются в длине (подобный механизм появился ещё в конце 1970-х годов в играх, знакомых российской аудитории как Snake), прирост может происходить быстрее или медленнее в зависимости от соответствия цвета съеденного существа цвету змейки. Противников змейки могут убивать при помощи своего языка (может быть удлинён за счёт собранных бонусов), или прыгая на него сверху (не относится к боссам и некоторым видам монстров). При атаке монстра змейка становится короче, теряя один сегмент, если все сегменты утрачены, змейка теряет одну жизнь. Также теряется жизнь, если змейка падает с большой высоты, попадает за пределы игрового уровня и если заканчивается время, отведённое на прохождение уровня. Если у игроков заканчиваются все жизни, наступает конец игры, при этом они могут воспользоваться несколькими continue, чтобы начать игру с того же места. Поддерживается режим одновременной игры вдвоём.
Всего в игре 10 уровней, населённых большим числом Ниббли Пиббли, монстров вроде Big Foot (являющихся также промежуточными боссами), ловушками, движущимися платформами в виде ковров-самолётов и прочим, плюс дополнительный одиннадцатый уровень — битва с финальным боссом. В первом уровне есть шанс успеть попасть на ракету, которая сразу переместит вас на 8-й уровень. На пиратских картриджах это был единственный способ пройти игру, так как 7-й уровень был баговый и там не работали фонтанчики, которые должны были закинуть на верхнюю платформу. Звук улетающей ракеты слышно спустя несколько секунд после начала игры.

## Переходы уровней
- С 1-го на 3-й — Данное место находится в самом начале игры. На обычном 1 блоковом островке нужно 2-3 раза атаковать языком.
- С 1-го на 8-й — Если без остановки пронестись в конец уровня и запрыгнуть на ракету, вас перенесут сразу на 8-й уровень.
- С 3-го на 5-й — Данный переход находится наверху где машина выстреливает Ниббли Пиббли, нужно забраться и использовать люк. Прыжки там длинные и без бонуса «Заводной ключ», который ускоряет вас, забраться будет практически невозможно.
- С 6-го на 8-й — В моменте где встречается машина сталкивающая вас в пропасть спрыгнуть на блок вы попадёте на предыдущий уровень. Слева будет люк, вот и переход

## Предметы
- Ниббли Пиббли — Существа-шарики 3 цветов, на каждом уровне они ведут себя по-разному (прыгают, летают). На 6-м уровне они отсутствуют. Не опасны и нужны, чтобы главный герой съедал их и набирал вес (элемент механики из классической Змейки). Красный Ниббли — медленный, синий — средний, жёлтый — быстрый. Иногда выпадает фальшивый Ниббли, который превращается в бомбу и взрывается.
- Язык — Прямоугольный предмет, увеличивает длину захвата языка.
- Будильник — Добавляет время игры.
- Кристалл — Временная неуязвимость от бомб и уровневых врагов.
- Заводной ключ — Временное ускорение.
- Обратная стрелка — На время инвертирует ваше управление (антибонус).
- Змейка — Дополнительная жизнь, иногда выпадает из канализации и из Big Foot. Встречается фальшивая версия.
- Змейка с открытым ртом — Дополнительное продолжение.
- Вставные челюсти/Акваланг — Встречается только на 6-м уровне, позволяет подняться вверх по водопаду.

Snake Rattle 'n' Roll заработала среди игроков репутацию игры с чрезвычайно высокой сложностью, и тому были основания. Уровни игры наполнены всевозможными ловушками, такими как бомбы, замаскированные под Ниббли Пиббли, выскакивающие из-под земли лезвия, падающие сверху наковальни и прочими. Помимо ловушек, достаточную опасность представляет и сам игровой мир, в котором малейшее неосторожное действие со стороны игрока может обернуться потерей жизни: топология уровней зачастую такова, что игрок вынужден крайне аккуратно управлять змейкой, рассчитывать время для удачного прыжка, соизмерять его длину и угол с местом предполагаемого приземления. Недостаточно чувствительное управление делает всё это еще сложней.

## Портирование
Оригинальный сиквел игры под названием Snakes In Space так и не увидел свет ввиду низких продаж первой части. Но в 1991 году была выпущена игра Sneaky Snakes для Game Boy и порт оригинальной игры для Sega Mega Drive в 1993. Версия для Mega Drive отличалась полностью изменённым саундтреком и дополнительным двенадцатым уровнем. Только вот добраться до этого уровня могли далеко не все. А уж пройти его — тем более.